# 蘇爾古特區

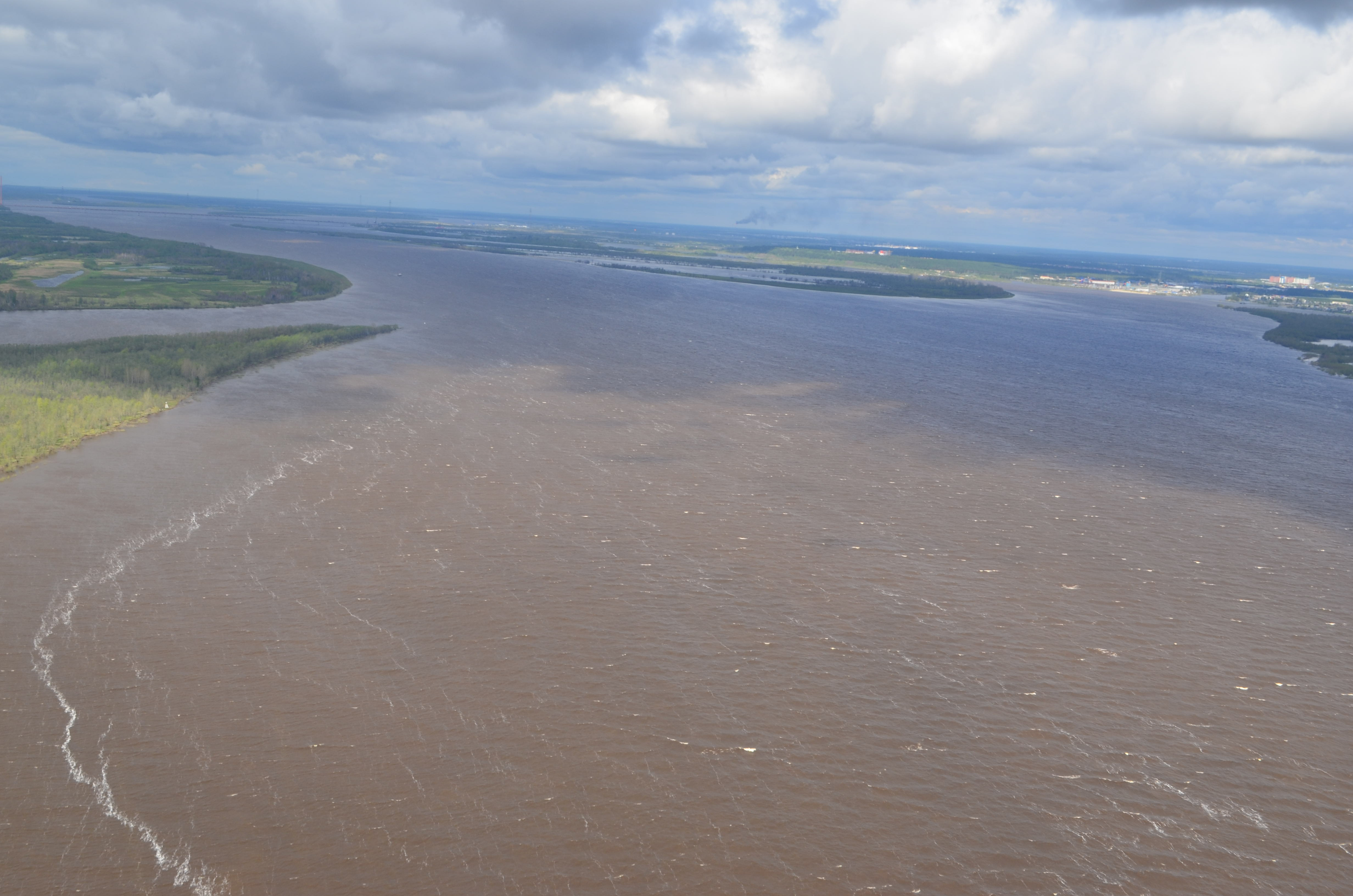

61°15′N 73°26′E / 61.250°N 73.433°E
蘇爾古特區（俄语：Сургутский район），是俄羅斯的一個區，位於該國中部，由漢特-曼西自治區負責管轄，面積105,190平方公里，2010年人口113,515，人口密度每平方公里1.08人。